# Konflikt wawelski

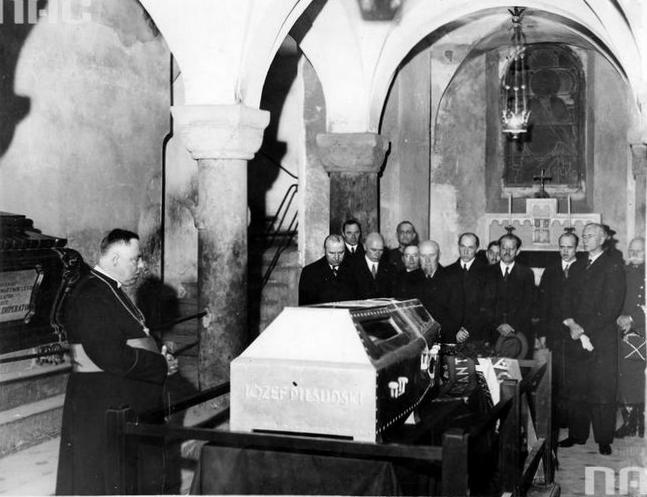
Uczczenie pamięci Józefa Piłsudskiego przy jego sarkofagu na Wawelu w 1935. Obecni ks. kan. Stanisław Domasik (z lewej) oraz parlamentarzyści i wojewoda krakowski

Konflikt wawelski nastąpił po przeniesieniu trumny Józefa Piłsudskiego pochowanego na Wawelu z krypty św. Leonarda do krypty pod Wieżą Srebrnych Dzwonów w 1937 r.

## Przebieg konfliktu
Już w 1916 biskup krakowski Adam Sapieha, gospodarz katedry wawelskiej, odmówił Ignacemu Janowi Paderewskiemu pochowania Henryka Sienkiewicza na Wawelu. W roku 1927 zawarł umowę z Piłsudskim, że ostatnim, który spoczął w kryptach królewskich, będzie Juliusz Słowacki, którego prochy sprowadzono w tym samym roku z Paryża do Polski.
Po śmierci marszałka Piłsudskiego abp Sapieha po długim namyśle wyraził zgodę na tymczasowe złożenie trumny w krypcie św. Leonarda aż do przygotowania osobnej krypty pod Wieżą Srebrnych Dzwonów. Przez dwa lata kryształowa trumna ze zwłokami Piłsudskiego była miejscem pielgrzymek. Kiedy po dwóch latach krypta była gotowa, najwyższe władze postanowiły jednak pozostawić trumnę w krypcie św. Leonarda. Abp Sapieha wydał wtedy, wbrew władzom państwowym, polecenie, aby przenieść trumnę do przygotowanej krypty 22 czerwca 1937 r. W wystosowanym liście z 17 czerwca 1937 poinformował o tym przewodniczącego wydziału wykonawczego Naczelnego Komitetu Uczczenia Pamięci Marszałka Józefa Piłsudskiego gen. Bolesława Wieniawę-Długoszowskiego, który dowiedziawszy się o tym, wystąpił przeciw decyzji arcybiskupa. Tak samo postąpił Naczelny Komitet Uczczenia Pamięci Marszałka Józefa Piłsudskiego oraz prezydent Ignacy Mościcki. Ze względu na trwający konflikt wawelski Felicjan Sławoj Składkowski demonstracyjnie złożył dymisję swojego rządu, która nie została jednak przyjęta przez Prezydenta RP Ignacego Mościckiego.
W przeniesieniu trumny marszałka w nocy z 23/24 czerwca 1937 uczestniczył proboszcz katedry wawelskiej, ks. kan. Stanisław Domasik, który podpisał stosowny protokół.
Rozpoczął się konflikt wawelski, który objął swoim zasięgiem władze państwowe i kościelne, Stolicę Apostolską, radio, prasę, instytucje państwowe, organizacje katolickie i zawodowe. Oskarżano abpa Sapiehę o naruszenie kultu marszałka i obrazę prezydenta. Żądano zmiany konkordatu, oddania katedry wawelskiej we władanie władz państwowych, pozbawienia Sapiehy odznaczeń honorowych, obywatelstwa polskiego i usunięcia z kraju. Pod naciskiem otoczenia arcybiskup zdecydował się wyjaśnić swoje stanowisko i przeprosić prezydenta za niewykonanie jego życzenia. Konflikt zakończył się po posiedzeniu Sejmu, na którym oświadczono, że arcybiskup krakowski przeprosił prezydenta. Konflikt wawelski miał rangę ogólnonarodową. Abp Sapieha argumentował, że tak postąpić nakazywało mu sumienie i prawo kościelne, według którego jako gospodarz katedry wawelskiej był zobowiązany troszczyć się o tak ważny budynek sakralny.